# Най, Уильям
Уильям Най (англ. William Nigh; 12 октября 1881 — 27 ноября 1955) — американский кинорежиссёр, сценарист и актёр 1920—1940-х годов.
К числу наиболее успешных режиссёрских работ Ная относятся фильмы «Мистер Ву» (1927), «Через Сингапур» (1928), «Ночи в пустыне» (1929), «Мистер Вонг, детектив» (1938), «Тайна мистера Вонга» (1939), «Обезьяна» (1940), «Обречённый умирать» (1940), «Роковой час» (1940), «Чёрные драконы» (1942), «Жёны фронтовиков» (1945) и «Я бы не хотел оказаться в твоей шкуре» (1948).

## Ранние годы жизни и начало кинематографической карьеры
Уильям Най родился 12 октября 1881 года в городе Берлин, штат Висконсин, США. Его имя при рождении — Эмиль Кройске (англ. Emil Kreuske).
В 1913 году Най начал кинокарьеру как актёр, сыграв в течение двух лет в 25 фильмах, большинство из которых были короткометражными комедиями или мелодрамами для студии Мэка Сеннетта.
В 1914 году он стал работать на Сеннетта также как режиссёр, поставив в период до 1925 года 30 картин. Среди ранних фильмов Ная критики выделяют мелодраму «Известный Голахер и его великий триумф» (1916), вестерн «Голубая полоса» (1917), полудокументальную биографическая драму «Мои четыре года в Германии» (1918), комедию «Рождённый богатым» (1924), и приключенческий экшн «Кейси из Береговой охраны»(1926).

## Карьера наMetro-Goldwyn-Mayerв 1926—1930 годы
С 1926 по 1929 год Най перешёл на крупную киностудию Metro-Goldwyn-Mayer, где поставил такие фильмы, как мелодрама «Пожарная команда» (1926), романтическая мелодрама «Мистер Ву» (1927) с Лоном Чейни в главной роли, три мелодрамы с Джоан Кроуфорд — «Через Сингапур» (1928), «Четыре стены» (1928) и вестерн «Закон хребта» (1928), за которыми последовали приключенческий фильм «Ночи в пустыне» (1929) и мелодрама «Гром» (1929) с Лоном Чейни. В 1930 году он поставил для MGM (совместно с Гарри Бьюмонтом) свой первый звуковой фильм, романтический мюзикл «Бродвейский Лорд Байрон» (1930).

## Карьера на небольших студиях в 1931—1940 годы
С появлением звукового кино карьера Ная резко пошла вниз, и последующие 20 с лишним лет он в основном проработал на студиях бедного ряда, таких как Monogram Pictures и Producers Releasing Corporation (PRC). Иногда его приглашали ставить фильмы категории В на студии Columbia Pictures и Universal.
В период с 1931 по 1940 год Най поставил 48 фильмов, среди которых наиболее примечательными были приключенческий экшн «Приграничные дьяволы» (1932), детектив «Таинственный мистер Вонг» (1932) с Белой Лугоши, комедия «Городская черта» (1934), детектив «Тринадцатый человек» (1937).
На студии Monogram Най поставил также пять фильмов о правительственном детективе китайского происхождения с оксфордским образованием из Сан-Франциско Джеймсе Ли Вонге, роль которого исполнил Борис Карлофф — «Мистер Вонг, детектив» (1938), «Тайна мистера Вонга» (1939), «Мистер Вонг в Чайнатауне» (1939), «Обречённый умирать» (1940), и «Роковой час» (1940). Как написал историк кино Ханс Воллстейн, этот киносериал зачастую игнорируют, рассматривая его как бедную вариацию фильмов про Чарли Чана, однако первый фильм «Мистер Вонг, детектив» (1938) представляет собой «хорошо сыгранный и достаточно напряжённый детектив. Только на этот раз не так важно кто совершил убийство, сколько как он это сделал, и его развязка оказывается поразительно простой и логичной, по крайней мере, если вы готовы использовать логику „криминального чтива“». Карлофф, по мнению Воллстейна, «весьма отдалённо похож на азиата и избегает стереотипных интонаций и милых высказываний соперничающих азиатских сыщиков. доктора Мото и Чарли Чана и, таким образом, выглядит правдоподобнее, чем они». Хотя фильму «Тайна мистера Вонга», по мнению Воллстейна, не достаёт изобретательности первой ленты, картина остается «триллером приличного уровня благодаря непринужденной игре Бориса Карлоффа… За его умиротворяющей манерой речи скрывается дотошная работа следователя, которой не хватает некоторым из его более известных коллег, а сюжетных дыр в фильме немного и они расположены далеко друг от друга».
В 1940 году Най поставил криминальную мелодраму «Улицы Нью-Йорка» (1940), а затем хоррор с Карлоффом «Обезьяна» (1940), Как написал историк кино Мел Нойхаус, «причудливый сюжет этого фильма, включающий двух постоянных персонажей хорроров студий Monogram и PRC — сбежавшую гориллу и безумного учёного — получает дополнительный поворот в лице фанатичного врача, который полон добрых намерений излечить пациентку от полиомиелита». В рамках своих экспериментов доктор, выдавая себя за сбежавшую цирковую обезьяну, убивает нескольких людей ради получения их спинномозговой жидкости. Как далее пишет Нойхаус, это была девятая картина, которую Карлофф сделал по контракту со студией Monogram, и её «вряд ли можно отнести к выдающимся достижениям его длительной карьеры. Однако, как обычно, чудесный актёр отдал всего себя этой скромной ленте, завершившей его контракт, в рамках которого он в основном играл в киносериале про мистера Вонга».

## Кинокарьера в 1941—1948 годы
По словам Эдера, Най вышел на свой лучший уровень в 1940-е годы с комедией о городской подростковой шайке «Мафиозный город» (1941) с участием Дика Форана и Энн Гвин, хоррор-детективом «Странное дело доктора Rx» (1942) с Лайонелом Этуиллом и Энн Гвин, криминальной комедийной мелодрамой о парнях из Ист-Сайда «Мистер Умник» (1942), и шпионским триллером времён Второй мировой войны «Чёрные драконы» (1942) с Белой Лугоши в главной роли.
По мнению Эдера, «наиболее широко известным фильмом Ная является, вероятно, романтическая военная драма» «Коррегадор» (1943), события которой разворачиваются на одноименном филиппинском острове после нападения Японии на Пёрл-Харбор. В 1944 году у Ная вышла музыкальная комедия «Трокадеро» (1944), а год спустя — фильм нуар «Жёны фронтовиков» (1945) с Кэй Фрэнсис, Полом Келли и Отто Крюгером, а также мелодрама с Кей Фрэнсис «Развод» (1945)). В 1946 году Най поставил два последних вестерна о Сиско Киде — «Весёлый кабальеро» (1946) и «Красавица и бандит» (1946) с Гилбертом Роландом в главной роли.
После криминальной мелодрамы «Очарованая сценой» (1948) с Кейном Ричмондом и Одри Лонг Най поставил свою последнюю, и, вероятно, самую лучшую картину, фильм нуар «Я бы не хотел оказаться в твоей шкуре» (1948). Фильм рассказывает о бедном танцоре (Дон Касл), которого приговаривают к смертной казни после того, как на месте убийства обнаружены следы его танцевальных туфлей. Однако его жена (Элиз Нокс) проводит самостоятельное расследование и находит настоящего убийцу. Фильм остался мало замеченным критикой после выхода на экраны, и на многие годы выпал из поля зрения историков кино. Однако, начиная с 1990-х годов, киноведы вспомнили об этой картине. В частности, Боб Порфирио охарактеризовал её как «довольно стандартный фильм Monogram, грамотно снятый и сыгранный актёрами». Обратив внимание на сюжетные нестыковки в картине, Порфирио заметил, что впрочем, «это обычное место в фильмах по произведениям Вулрича». . Артур Лайонс замечает, что эта картина является «типичным продуктом Monogram», которая «заслуживает внимания по нескольким причинам, однако в своё время он полностью выпал из поля зрения широкой публики». Батлер назвал картину «менее значимым фильмом нуар», который «очевидно сделан на скромный бюджет». Тем не менее, критик считает, что фильм «доставит удовольствие поклонникам нуара, которых интересует что-то не очень широко известное». А то, что фильм поставлен по книге Вулрича, «подразумевает довольно замысловатый сюжет и погружение в паранойю». Как далее пишет Батлер, Най поставил фильм «вполне профессионально и достаточно эффективно (хотя и немного вяло), однако материал требует большего». По мнению критика, «одержимость, которая является неотъемлемой частью произведений Вулрича, должна быть в крови и у режиссёра». Однако, как считает Батлер, «у Ная такой одержимости нет, и в итоге зритель с тревогой начинает задумываться о надуманности большей части сюжета и о той технике манипулирования, которая за этим стоит».

## Оценка творчества
По словам биографа актёра на сайте Turner Classic Movies, Уильям Най обладал сильным режиссёрским глазом, что позволило ему сделать режиссёрскую карьеру. Начав карьеру как актёр и режиссёр немого кино, Най вошёл в эпоху звукового кино как специалист по триллерам и экшнам, включая вестерны. Как далее написал Эдер: «никогда не выделявшийся как стилист — с бюджетами и съёмочными графиками, по которым он работал, у него вряд ли были шансы заняться разработкой стиля — Най был известен своими быстрыми сценами экшна и своим быстрым, натуралистичным подходом к массовым сценам».
По словам Нойхауса, плодовитый режиссёр Уильям Най, карьера которого начиналась в годы немого кино, шлифовал своё мастерство по обе стороны камеры как актёр, сценарист, монтажёр и продюсер (часто совмещая несколько этих должностей одновременно), прежде чем в 1914 году не дебютировать в качестве режиссёра с фильмом «Сэломи Джейн» (1914). Его метод стремительного создания картины как на сборочном конвейере привёл его в более низкие уровни кинокоролевства, где он ставил буквально любой фильм, который оказывался на его пути — это были боевики, мюзиклы, детективы, комедии, мелодрамы, хорроры, военные истории и даже фильмы нуар. Благодаря работе с такими культовыми актёрами, как Бела Лугоши, Борис Карлофф и Парни из Тупика, Най благодаря кабельному телевидению сегодня даже более известен современной аудитории, чем такие его современники, как Фрэнк Ллойд и Кларенс Браун. Возможно, такая неожиданная слава стала ответом крупным кинопроизводителям за то, что они практически избегали его, особенно после того, как одна из его самых ранних работ — «Мои четыре года в Германии» (1918) — со своими скандальными политическими эпизодами помогла встать на ноги только зародившейся кинокомпании Warner Brothers.

## Смерть
Уильям Най умер 27 ноября 1955 года в возрасте 74 лет в Бёрбанке, Калифорния, США.

## Фильмография
- 1913 — Гордость полиции / The Pride of the Force (короткометражка) — актёр
- 1913 — Грабитель миссис Браун / Mrs. Brown’s Burglar (короткометражка) — актёр
- 1913 — Бог завтрашнего дня / The God of Tomorrow (короткометражка) — актёр
- 1913 — Питчеры-конкуренты / The Rival Pitchers (короткометражка) — актёр
- 1913 — Тёплый приём / A Warm Welcome (короткометражка) — актёр
- 1913 — Выходной у Левински / Levinsky’s Holiday (короткометражка) — актёр
- 1913 — Клятва Цуру-сана / The Oath of Tsuru San (короткометражка) — актёр, сценарист
- 1913 — Путаница в родословных / A Mix-Up in Pedigrees (короткометражка) — актёр
- 1913 — Поджигатели / The Firebugs (короткометражка) — актёр
- 1913 — Пикник официантов / The Waiters' Picnic (короткометражка) — актёр
- 1914 — Кончина Иззи / The Passing of Izzy (короткометражка) — актёр
- 1914 — Лучший жилец / The Star Boarder (короткометражка) — актёр (в титрах не указан)
- 1914 — В сетях паука / In the Spider’s Web (короткометражка) — актёр
- 1914 — Расплата / Atonement (короткометражка) — актёр
- 1914 — Соперничающие парикмахеры / The Rival Barbers (короткометражка) — актёр
- 1914 — Кандидат реформ / The Reform Candidate (короткометражка) — актёр
- 1914 — Высший закон / The Higher Law (короткометражка) — актёр
- 1914 — Клерк / The Clerk (короткометражка) — актёр
- 1914 — Поворот событий / A Turn of the Cards (короткометражка) — актёр
- 1914 — Мария Магдалина / Mary Magdalene (короткометражка) — актёр
- 1914 — Месть Наджеры / The Vengeance of Najerra (короткометражка) — актёр
- 1914 — Сила ума / The Power of the Mind (короткометражка) — актёр
- 1914 — Лакей / The Lackey (короткометражка) — актёр
- 1914 — Обучая дочерей / Educating His Daughters (короткометражка) — актёр
- 1914 — Salomy Jane — режиссёр, актёр
- 1915 — Эмми из гнезда аиста / Emmy of Stork’s Nest — режиссёр
- 1915 — Королевская семья / A Royal Family — режиссёр, актёр
- 1915 — Жёлтый отрезок / A Yellow Streak — режиссёр, сценарист
- 1915 — История драгоценного города / Story of Jewel City (короткометражка) — сценарист
- 1916 — Её долг чести / Her Debt of Honor — режиссёр, актёр, сценарист
- 1916 — Поцелуй ненависти / The Kiss of Hate — режиссёр
- 1916 — Тени жизни / Life’s Shadows — режиссёр, актёр, суенарист
- 1916 — Печально известный Галлахер или Его великий триумф / Notorious Gallagher; or, His Great Triumph — режиссёр, продюсер, актёр, сценарист
- 1916 — Дитя судьбы / The Child of Destiny — режиссёр, сценарист
- 1917 — Синий отрезок / The Blue Streak — режиссёр, актёр, сценарист
- 1917 — Раб / The Slave — режиссёр, сценарист
- 1917 — Не укради / Thou Shalt Not Steal — режиссёр
- 1917 — Жена номер два / Wife Number Two — режиссёр, сценарист
- 1918 — Мои четыре года в Германии / My Four Years in Germany — режиссёр, актёр, сценарист
- 1918 — След радуги / The Rainbow Trail = актёр
- 1919 — Будь осторожен / Beware! — режиссёр, актёр
- 1919 — Сражающиеся Рузвельты / The Fighting Roosevelts — режиссёр
- 1920 — Демократия: Образ восстановлен / Democracy: The Vision Restored — режиссёр, актёр
- 1921 — Очищение Скиннеров / Skinning Skinners — режиссёр
- 1921 — Почему девушки уходят из дома / Why Girls Leave Home — режиссёр, сценарист
- 1921 — Школьные дни / School Days- режиссёр, сценарист
- 1922 — Печальная слава / Notoriety — сценарист
- 1922 — Из грязи в князи / Rags to Riches — сценарист
- 1922 — Твой лучший друг / Your Best Friend — сценарист
- 1923 — Этика брака / Marriage Morals — режиссёр, сценарист
- 1923 — Среди пропавших / Among the Missing — актёр
- 1924 — Рождённый богатым / Born Rich — режиссёр, продюсер, сценарист
- 1925 — Охваченный страхом / Fear-Bound — актёр, сценарист
- 1926 — Пожарная бригада / The Fire Brigade — режиссёр
- 1926 — Маленький гигант / The Little Giant — режиссёр
- 1927 — Мистер Ву / Mr. Wu — режиссёр, продюсер (в титрах не указан)
- 1927 — Гнездо / The Nest — режиссёр
- 1928 — На Сингапур / Across to Singapore — режиссёр, продюсер (в титрах не указан)
- 1928 — Четыре стены / Four Walls — режиссёр
- 1928 — Закон хребта / The Law of the Range — режиссёр
- 1929 — Ночи в пустыне / Desert Nights — режиссёр, продюсер (в титрах не указан)
- 1929 — Гром / Thunder — режиссёр
- 1930 — Борьба внутри: или Калифорния в 1878 / Fighting Thru; or, California in 1878 — режиссёр
- 1930 — Бродвейский Лорд Байрон / Lord Byron of Broadway — режиссёр
- 1930 — Сегодня / Today — режиссёр
- 1931 — Лётчик-молния / Lightning Flyer — режиссёр
- 1931 — Морской призрак / The Sea Ghost — режиссёр, сценарист
- 1931 — Единственный грех / The Single Sin- режиссёр
- 1932 — Приграничные дьяволы / Border Devils — режиссёр
- 1932 — Мужчины такие глупые / Men Are Such Fools — режиссёр
- 1932 — Ночной всадник / The Night Rider — режиссёр
- 1932 — Без чести / Without Honor — режиссёр
- 1933 — Он не мог взять это / He Couldn’t Take It — режиссёр
- 1934 — Городские границы / City Limits — режиссёр
- 1934 — Таинственный дом / House of Mystery — режиссёр
- 1934 — Ночи Монте-Карло / Monte Carlo Nights — режиссёр
- 1934 — Таинственный лайнер / Mystery Liner — режиссёр
- 1934 — Школа для девушек / School for Girls — режиссёр
- 1934 — Две головы на подушке / Two Heads on a Pillow — режиссёр
- 1934 — Таинственный мистер Вонг / The Mysterious Mr. Wong — режиссёр
- 1935 — Головокружительные дамы / Dizzy Dames — режиссёр
- 1935 — Женщина из заголовков / The Headline Woman — режиссёр
- 1935 — Его ночь в городе / His Night Out — режиссёр
- 1935 — Старя ферма / The Old Homestead — режиссёр
- 1935 — Она получает своего мужчину / She Gets Her Man — режиссёр
- 1935 — Лотерея Энни / Sweepstake Annie — режиссёр
- 1936 — Крэш Донован / Crash Donovan — режиссёр
- 1936 — Не воспринимай это лично / Don’t Get Personal — режиссёр
- 1936 — К Северу от Нома / North of Nome — режиссёр
- 1937 — Тринадцатый человек / The 13th Man — режиссёр
- 1937 — Атлантический полёт / Atlantic Flight — режиссёр
- 1937 — Билл раскалывается / Bill Cracks Down — режиссёр
- 1937 — Невеста для Генри / A Bride for Henry — режиссёр
- 1937 — Школьник из Индианы / Hoosier Schoolboy — режиссёр
- 1937 — Уличный мальчишка / Boy of the Streets — режиссёр
- 1938 — Беженка / Female Fugitive — режиссёр
- 1938 — Сын гангстера / Gangster’s Boy — режиссёр
- 1938 — Я преступник / I Am a Criminal — режиссёр
- 1938 — Мистер Вонг, детектив / Mr. Wong, Detective — режиссёр
- 1938 — Роман на Лимберлосте / Romance of the Limberlost — режиссёр
- 1938 — Роза Рио-Гранде / Rose of the Rio Grande — режиссёр
- 1939 — Мистер Вонг в Китайском квартале / Mr. Wong in Chinatown — режиссёр
- 1939 — Бунт в большом доме / Mutiny in the Big House — режиссёр
- 1939 — Тайна мистера Вонга / The Mystery of Mr. Wong — режиссёр
- 1939 — Улицы Нью-Йорка / Streets of New York — режиссёр
- 1940 — Обезьяна / The Ape — режиссёр
- 1940 — Обреченный умирать / Doomed to Die — режиссёр
- 1940 — Роковой час / The Fatal Hour — режиссёр
- 1940 — Сын флота / Son of the Navy — режиссёр
- 1941 — Парень из Канзаса / The Kid from Kansas — режиссёр
- 1941 — Мафиозный город / Mob Town — режиссёр
- 1941 — Нет более серьёзного греха / No Greater Sin — режиссёр
- 1941 — Тайная улика / Secret Evidence — режиссёр
- 1941 — Любимые из колледжа / Zis Boom Bah — режиссёр
- 1942 — Побег из Гонконга / Escape from Hong Kong — режиссёр
- 1942 — Чёрные драконы / Black Dragons — режиссёр
- 1942 — Город молчащих мужчин / City of Silent Men — режиссёр
- 1942 — Мистер Умник / Mr. Wise Guy — режиссёр
- 1942 — Странное дело доктора Rx / The Strange Case of Doctor Rx — режиссёр
- 1942 — Крутыми они приходят / Tough As They Come — режиссёр
- 1942 — Леди из Чунгкинга / Lady from Chungking — режиссёр
- 1943 — Коррехидор / Corregidor — режиссёр
- 1943 — Призрак и гость / The Ghost and the Guest — режиссёр
- 1943 — Суперпёс / The Underdog — режиссёр
- 1943 — Где твои дети? / Where Are Your Children? — режиссёр
- 1944 — Это наши родители? / Are These Our Parents — режиссёр
- 1944 — Трокадеро / Trocadero — режиссёр
- 1945 — Жёны фронтовиков / Allotment Wives — режиссёр
- 1945 — Развод / Divorce — режиссёр
- 1945 — Вечно твоя / Forever Yours — режиссёр, сценарист
- 1946 — Красавица и бандит / Beauty and the Bandit — режиссёр
- 1946 — Весёлый кавалер / The Gay Cavalier — режиссёр
- 1946 — Партнёры во времени / Partners in Time — режиссёр
- 1946 — К югу от Монтерея / South of Monterey — режиссёр
- 1947 — По калифорнийской тропе / Riding the California Trail — режиссёр
- 1948 — Увлечённая сценой / Stage Struck — режиссёр
- 1948 — Я бы не хотел оказаться в твоей шкуре / I Wouldn’t Be in Your Shoes — режиссёр